# Leon De Meyer
Leon, baron De Meyer (Zelzate, 31 december 1928 – Gent, 4 november 2006) was een Belgisch hoogleraar die tussen 1985 en 1993 rector was van de Universiteit Gent.

## Biografie
De Meyer werd geboren in Zelzate. Na zijn klassieke humaniora aan het Koninklijk Atheneum aan de Voskenslaan in Gent, studeerde hij eerst klassieke filologie aan de UGent. Na het behalen van zijn licentiaatsdiploma vervolgde hij zijn studie aan de ULB waar hij oosterse filologie (spijkerschrift) studeerde. In dit vakgebied promoveerde hij tot doctor in de letteren en de wijsbegeerte in 1960.
Hierna begon hij aan een academische carrière en kreeg de leerstoel Spijkerschriftfilologie aan de UGent aangeboden. Hij verkreeg bekendheid als assyrioloog door zijn datering van de Val van Babylon in 1499 v.Chr. door een inval van de Hettieten. Sinds 1979 deed hij archeologisch onderzoek in Irak. Hij was de leider van de expeditie die in Sippar-Amnanum, het huidige Tell Ed-Dêr, bijna 2.500 spijkerschrifttabletten ontdekte.
Toen hij in 1985 rector werd stond hij voor de opdracht om de UGent terug te doen heropleven, aangezien de universiteit jaar na jaar studenten verloor en het universitair ziekenhuis een enorme schuld had. Hij zorgde voor een heropbloei van de universiteit. Omwille van zijn wetenschappelijke carrière en zijn rectoraat aan de UGent ontving hij van koning Albert II in 2000 de titel baron. Ook na het beëindigen van zijn academische carrière bleef De Meyer bezig met wetenschappelijk onderzoek tot een ziekte hem hiervan weerhield. Hij stierf in 2006.

## Varia
- De Meyer was overtuigd vrijzinnig en als liberaal actief in de politiek.
- Als hommage aan de vroegere rector vernoemde de UGent een auditorium in het Universiteitsforum (UFO) naar hem.
- De Meyer was Vlaams secretaris-generaal van de nationale Unesco-commissie. Daarnaast was hij voorzitter van de Belgisch-Iraakse vriendschapsvereniging.
- Sinds 1968 was hij directeur van de Belgische archeologische zending in Irak en vaste epigrafist van de 'mission archéologique française'.